# Dogali
El Dogali fue un crucero protegido italiano, el primero en poseer máquinas de triple expansión. En 1908 fue vendido a la Armada de Uruguay y rebautizado como Montevideo.

## Historial

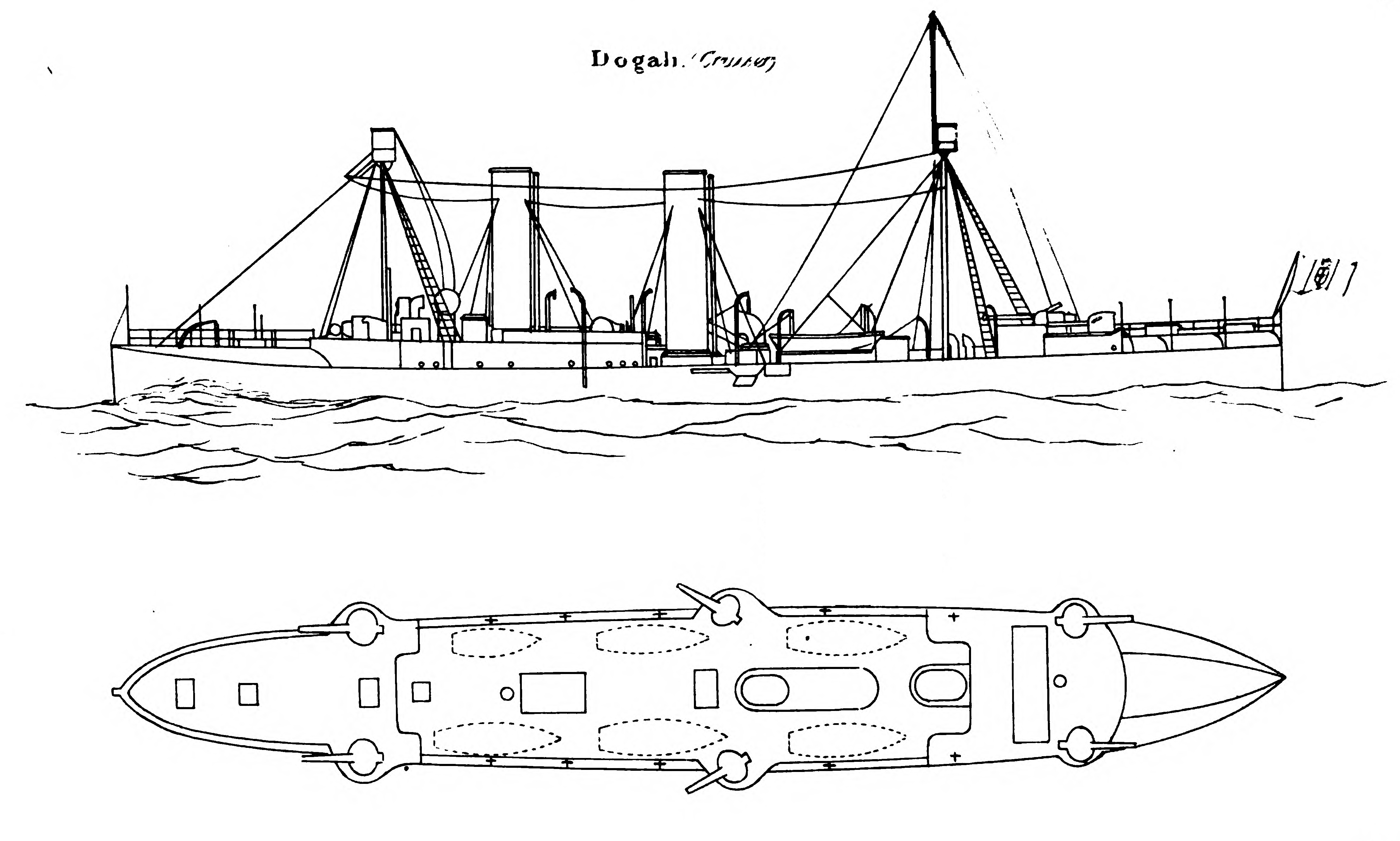
Dibujo del Dogali

Se comenzó su construcción para la Armada de Grecia como Salamis, pero acabó siendo el crucero de combate italiano Dogali, aunque en un principio iba a llamarse Angelo Emo. Cuando se finalizó su construcción aparejaba velas áuricas, pero estas se dejaron de usar en 1890. Los cañones de 152 mm estaban situados en la proa, cubierto con un casamata en forma de caparazón, y en popa. Los otros dos, en las amuras de babor y estribor. Fue copia del crucero británico Elswick, aunque era de construcción más ligera.
En 1908 fue vendido a Uruguay; fue rebautizado inicialmente como 25 de Agosto y en 1910 se le cambió el nombre a Montevideo. Fue dado de baja en 1914 (estuvo amarrado sin salir del puerto) y se retiró completamente de servicio total en 1924, aunque fue conservado hasta su desguace en 1932. El Dogali combinó la alta velocidad, buena protección y un poderoso armamento.

## Bitácora
- 1904 - Remontó 4.250 millas del Río Amazonas.